# Colonna
För andra betydelser, se Colonna (olika betydelser).

Ätten Colonnas vapen.

Colonna är en italiensk adelsätt som var som mäktigast under medeltiden och renässansen. Enligt traditionen leder den sitt ursprung från hertig Alberik I av Spoleto (hertigdömet grundat av langobarderna) som levde under 900-talet, men släktledningen är fullt utredd först från omkring år 1000. Ätten tog sitt namn efter borgen La Colonna i Albanobergen. Redan från 1000-talet upphöjdes grenar till grevlig värdighet. Ätten var mycket godsrik; bland annat ägde man grevskapen Colonna, Palestrina, Zagarolo och Fundi, liksom även stora delar av det medeltida Rom, bland annat Augustus mausoleum och Monte Citorio.
Colonna utkämpade i Rom och på den omgivande landsbygden långa och blodiga maktstrider med sin främsta rival, familjen Orsini (fortlevande i hertigarna av Gravina). De båda familjerna uppförde försvarstorn och borgar från vilka man bekrigade varandra, i synnerhet under större delen av 1300-talet, då det i Rom rådde politisk oreda eftersom påvestolen var förlagd till franska Avignon.
Under 1200-talet hade ätten sin första storhetstid och stödde då det kejsartrogna ghibellinska partiet mot de påvetrogna guelferna. När familjens dödsfiende Benedetto Caetani valdes till påve under namnet Bonifatius VIII 1294, inträdde en kritisk period för C. som nästan höll på att utplånas. 1294 utfärdade Bonifatius en bulla om korståg mot Colonnas och 1298 brände påvliga anhängare ner borgen La Colonna. Flera medlemmar av ätten flydde då till Frankrike, där Filip IV, kallad "den sköne", tog dem under sitt beskydd. En period med "motpåvar" uppsatta av de franska kungarna inleddes. Filip sände sin betrodde tjänare Nogaret till Rom tillsammans med de landsflyktiga medlemmarna av familjen Colonna och man lyckades rentav tillfångata påven, som emellertid fritogs av den påvelojala romerska befolkningen och medlemmarna måste återigen ta sin tillflykt till Frankrike. Efter Bonifatius död tilläts flera av ättens medlemmar att återvända, men familjens maktställning var avsevärt skadad.
Nästa storhetstid kom när Oddone Colonna valdes till påve under namnet Martin V 1417. Han var en vidsynt och medlande påve som äntligen bilade schismen inom den katolska kyrkan, men hans rykte fläckades av en ohejdad nepotism.
1500-talet blev nästa uppgångsperiod för Colonna. Kardinalen Marcantonio Colonna (1523–1597) var en kyrkoman och filosof, i sin ungdom lärjunge till den blivande påven Sixtus V (Felice Peretti). Kardinalen var flera gånger nominerad som påvekandidat. Som kardinalbiskop ansvarade han för det magnifika Vatikanbiblioteket, där hans bibliofila talanger kom till användning. Han var en högt bildad renässanshumanist. Kardinalens namne fältherren Marcantonio Colonna (1535–1584) var något av en kondottiär; han slogs först under hertigen av Alba mot påve Pius V och sedan för påven mot Osmanska riket i slaget vid Lepanto 1571, där han förde befälet över den påvliga flottan.
Under 1600-, 1700- och 1800-talen spelade ätten C. huvudsakligen en ceremoniell roll vid det påvliga hovet som "Principe assistente" (från 1710) och i den romerska societeten. Ätten har fortfarande stort anseende i det italienska samhället och bebor Palazzo Colonna vid Via della Pilotta i centrala Rom, där den storslagna konstsamlingen är öppen för allmänheten, men resten av palatset hålls strikt privat.

## Linjer
Familjen har/hade flera linjer, varav de viktigaste här nedan:
- Hertigar av Zagarolle, furstar av Gallicano, grevar av Marieri, utdöd 1661.
- Hertigar av Trajetto, grevar av Fundi, utdöd 1528.
- Hertigar av Marci och Cavi, grevar av Celano.
- Hertigar av Paliano och Taliacoti, furstar av Soglio. Fortlever.
- Furstar av Sonnino och Stigliano.
- Furstar av Palestrina, Carbagnano och Basanello de Anticoli.
- Furstar av Palestrina (Barberini-Colonna), en gren av linjen Palestrina, utdöd 1889.